# Łężyn
Łężyn – dzielnica Konina, mylona niekiedy z osiedlem Cukrownia Gosławice, które to jest jego częścią. Położona jest w północnej części Konina. Dzielnica położona jest ok. 10 km od centrum miasta, nad brzegiem jeziora Pątnowskiego.
Znajduje się tam kościół świętej Teresy od Dzieciątka Jezus, zbudowany w latach 1982–1989 według projektu Aleksandra Holasa. Przy ulicy Łężyńskiej znajduje się pomnik z 1979 roku, upamiętniający pracowników cukrowni poległych w czasie II wojny światowej.
Od 1936 r. działa tutaj klub piłkarski Sparta Konin.

## Historia
Osada Łężyn powstała na początku XIX w. W latach 1910–1912 w południowej części osady powstała cukrownia. W okresie międzywojennym Cukrownia i związana z nią Rafineria „Gosławice” były jednym z największych zakładów w rejonie konińskim. Teren osady znajdował się w granicach parafii Gosławice. Teren Łężyna przyłączono do Konina w 1976.